# Złatna Panega (wieś)
Złatna Panega (bułg. Златна Панега) – wieś w Bułgarii, w obwodzie Łowecz, w gminie Jabłanica. Według danych szacunkowych Ujednoliconego Systemu Ewidencji Ludności oraz Usług Administracyjnych dla Ludności, 15 września 2022 roku miejscowość liczyła 862 mieszkańców.

## Geografia
We wsi znajduje się drugie co do wielkości źródło krasowe w Bułgarii – „Gława Panega” (ze średnim przepływem 2500 l/s), które plasuje się po źródle Dewnenskija (ze średnim przepływem 2700 l/s)

## Osoby związane z miejscowością

### Urodzeni
- Mitko Bogdanow (1941–2014) – bułgarski poeta i artysta